# اسکات استینر
اسکات استینر (انگلیسی: Scott Steiner؛ زادهٔ ۲۹ ژوئیهٔ ۱۹۶۲) کشتی‌گیر کشتی حرفه‌ای، بازیگر، و بازیگر تلویزیون اهل ایالات متحده آمریکا است.